# Scierie de la Hallière
La Scierie de la Hallière est une scierie située dans la commune de Celles-sur-Plaine dans les Vosges.

## Histoire
Construite  vers 1845 par Augustin Fortier, elle héberge un écomusée, et a été classée au titre des monuments historiques par arrêté du 30 mars 1978.
Elle est rachetée en 1981 par l'Association de développement de la Vallée de la Plaine qui achève sa restauration. Elle est gérée depuis 1982 par l'association des "Amis de la Hallière" qui l'ouvre au public. En 2000, elle est rachetée par la Communauté de communes de la vallée de la Plaine et est entièrement détruite par un incendie en 2001. La reconstruction a commencé en 2011.

## Description
C'est une scierie à haut-fer à force hydraulique comportant deux scies verticales à "cadres, mécanique double engrenages". Elle est exploitée jusqu'en 1976 par la SAFAC, puis mise en vente et classée Monuments Historiques en 1978.
La scierie comprend une maison d'habitation à deux niveaux en moellons hourdis à la chaux à laquelle est adossé un vaste hangar de bois sur sous-sol en moellons. Ce dernier abritait les deux hauts-fers dont l'un a été transformé ultérieurement en rouleau dédoubleur et une scie circulaire. La roue verticale de poitrine (4,20 m de diamètre) est alimentée par un bief de dérivation sur la Plaine composé d'un canal d'amenée, d'un réservoir et d'un canal de fuite. Le mouvement de la roue est transmis aux deux hauts-fers par engrenages et courroies.